# Лапін Андрій Романович
Андрій Романович Лапін (2 листопада 1966, Уральськ — 25 вересня 2009, Горлівка) — радянський та український футболіст, що грав на позиції захисника та півзахисника. Відомий переважно за виступами у складі житомирського «Полісся», у складі якого зіграв більш ніж 270 офіційних матчів у чемпіонатах СРСР та України.

## Клубна кар'єра
Андрій Лапін є вихованцем Львівського спортінтернату, де його першим тренером був відомий у минулому гравець «Карпат» Володимир Данилюк. У 1983 році він отримав запрошення від клубу першої ліги СКА «Карпати», проте грав у ній лише за дублюючий склад. У 1984 році він став гравцем клубу другої ліги «Торпедо» з Луцька, у складі якого дебютував у командах майстрів, зігравши 21 матч в чемпіонаті СРСР. На початку 1985 року Лапіна призвали на строкову службу в Радянську Армію, де він грав за команду ЛВВПУ. Після демобілізації Андрій Лапін стає футболістом житомирського «Спартака», який за кілька років перейменовують у «Полісся». У цій команді футболіст відразу ж став гравцем основного складу, зігравши протягом 5 років 176 матчів у чемпіонаті СРСР. У складі команди він став володарем Кубка УРСР 1990 року, зігравши в обох фінальних матчах. У 1989 році його запрошують до команди першої радянської ліги «Таврія» з Сімферополя, проте за цю команду він так і не зіграв жодного матчу.
Після проголошення незалежності України Андрій Лапін стає гравцем клубу першої української ліги «Приладист» з Мукачевого, проте зіграв у його складі лише 1 матч Кубка України, та повернувся до складу «Полісся», яке також стартувало в першій українській лізі. За підсумками першого чемпіонату України житомирська команда вибула до другої ліги. Після закінчення короткого сезону 1992 року Лапін стає гравцем іншої команди першої української ліги «Кристал» з Чорткова, проте зіграв у складі цієї команди лише 1 матч чемпіонату, та повернувся до Житомира, де вже в складі команди, перейменованої на «Хімік», став срібним призером чемпіонату України в другій лізі, що дозволило житомирському клубу повернутися до першої ліги. Андрій Лапін грав у першій лізі за «Хімік» до кінця 1993 року. Після цього з початку 1995 року футболіст грав у складі команди третьої ліги «Шахтар» з Горлівки. На початку 1996 року Лапін поїхав на футбольні заробітки до Росії, де грав у складі аматорського клубу «Сахалін» з Холмська. На початку 1997 року футболіст повернувс до житомирського «Полісся», де грав до закінчення виступів на футбольних полях, зігравши також 1 матч за його фарм-клуб «Папірник» з Малина.
Після закінчення виступів на футбольних полях Андрій Лапін проживав у Горлівці, де й помер 25 вересня 2009 року.

## Досягнення
- Володар Кубку УРСР: 1990
- Срібний призер Другої ліги України: 1992–1993